# Djamel Bakar
Djamel Bakar (Marsella, Francia, 6 de abril de 1989) es un futbolista comorense que juega de centrocampista.

## Selección nacional
Fue internacional con la selección de fútbol sub-21 de Francia. En categoría absoluta decidió representar a Comoras.

## Clubes
| Club                 | País       | Año       |
| -------------------- | ---------- | --------- |
| A. S. Monaco         | Francia    | 2007-2009 |
| A. S. Nancy-Lorraine | Francia    | 2009-2013 |
| Montpellier H. S. C. | Francia    | 2013-2016 |
| R. Charleroi S. C.   | Bélgica    | 2016-2017 |
| Tours F. C.          | Francia    | 2017-2018 |
| F91 Dudelange        | Luxemburgo | 2019      |

## Palmarés

### Títulos nacionales
| Título             | Club          | País       | Año  |
| ------------------ | ------------- | ---------- | ---- |
| BGL Ligue          | F91 Dudelange | Luxemburgo | 2019 |
| Copa de Luxemburgo | F91 Dudelange | Luxemburgo | 2019 |